# Karel Thijs
Karel Thijs (Aartselaar, 5 maggio 1918 – Aartselaar, 5 marzo 1990) è stato un ciclista su strada belga.
Vinse una edizione della Freccia Vallone, nel 1942 precedendo i connazionali Frans Bonduel e Jacques Geus.

## Palmarès
- 1938 (Heylett una vittoria)

Campionati belgi militari, Prova in linea
- 1942 (Dilecta-Wolber, una vittoria)

Freccia Vallone

### Altri successi
- 1939 (una vittoria)

Kermesse di Londerzeel
- 1942 (Dilecata-Wolber, una vittoria)

Grand Prix Wingene - Kampioenschap van West-Vlaanderen (Kermesse)